# Havre-Saint-Pierre
Havre-Saint-Pierre ist eine Stadt in der Provinz Québec in Kanada. Sie liegt am nordwestlichen Ufer des Sankt-Lorenz-Stroms, etwa 852 km von der Stadt Québec entfernt. Die Hauptstadt der Verwaltungsregion Côte-Nord hat 3460 Einwohner (Stand: 2016) in zwei Ortsteilen.

## Geschichte
Die Gegend um Havre-Saint-Pierre wurde Mitte des 16. Jahrhunderts vom französischen Seefahrer
Jacques Cartier entdeckt. Die Stadt selbst wurde 1857 vom damaligen Besitzer der Magdalenen-Inseln gegründet.

## Bevölkerung
Die Bevölkerung der Stadt ist überwiegend  französischsprachig.

## Wirtschaft und Verkehr
Haupterwerbsquellen sind der Bergbau und Tourismus im Mingan-Archipelago-Nationalpark seit 1984.
Die Stadt liegt an der Route 138 und wird durch eine Fähre mit dem gegenüberliegenden Ufer des Sankt-Lorenz verbunden. Die Überfahrt dauert etwa zwei Stunden. Außerdem liegt der Ort an der von der Fracht- und Passagierfähre Bella Desgagnés bedienten Fährverbindung zwischen Rimouski am Sankt-Lorenz-Strom und Blanc-Sablon im Osten der Provinz Québec.
Havre-Saint-Pierre ist von viel unberührter Natur im kanadischen Staatsbesitz umgeben, in dem Tiere wie Schwarzbär, Elch, Wolf, Weißkopfseeadler, Kanadagans, Luchse, Karibu, Wapiti, Wale und diverse Edelfische wild leben. Für Touristen sind Angeln, Outdoor-Aktivitäten, Wandern mit dem Schneeschuh und Skifahren möglich. Die Schneehöhe beträgt im Winter bis zu 2 Meter.

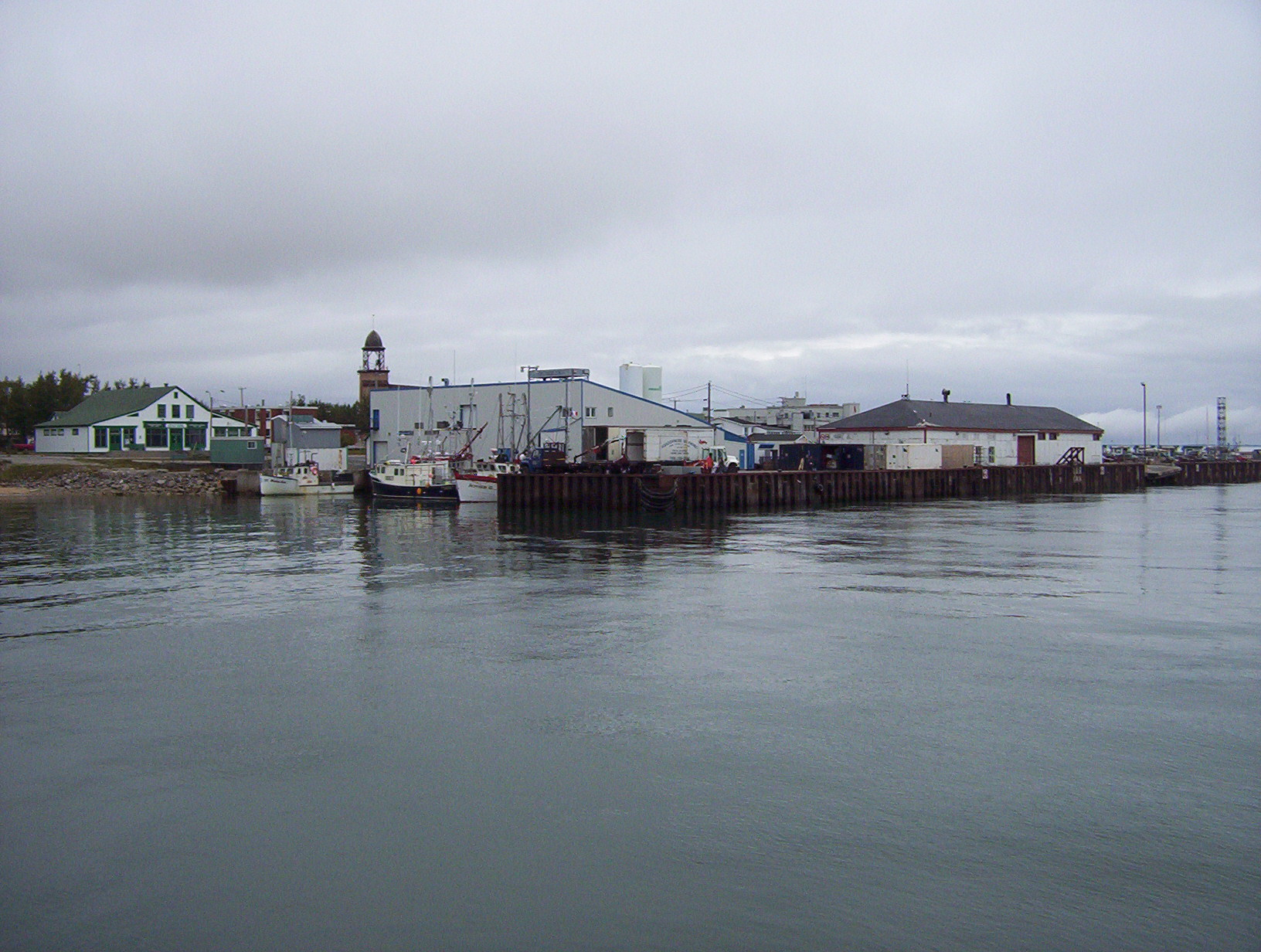
Hafen des Ortes

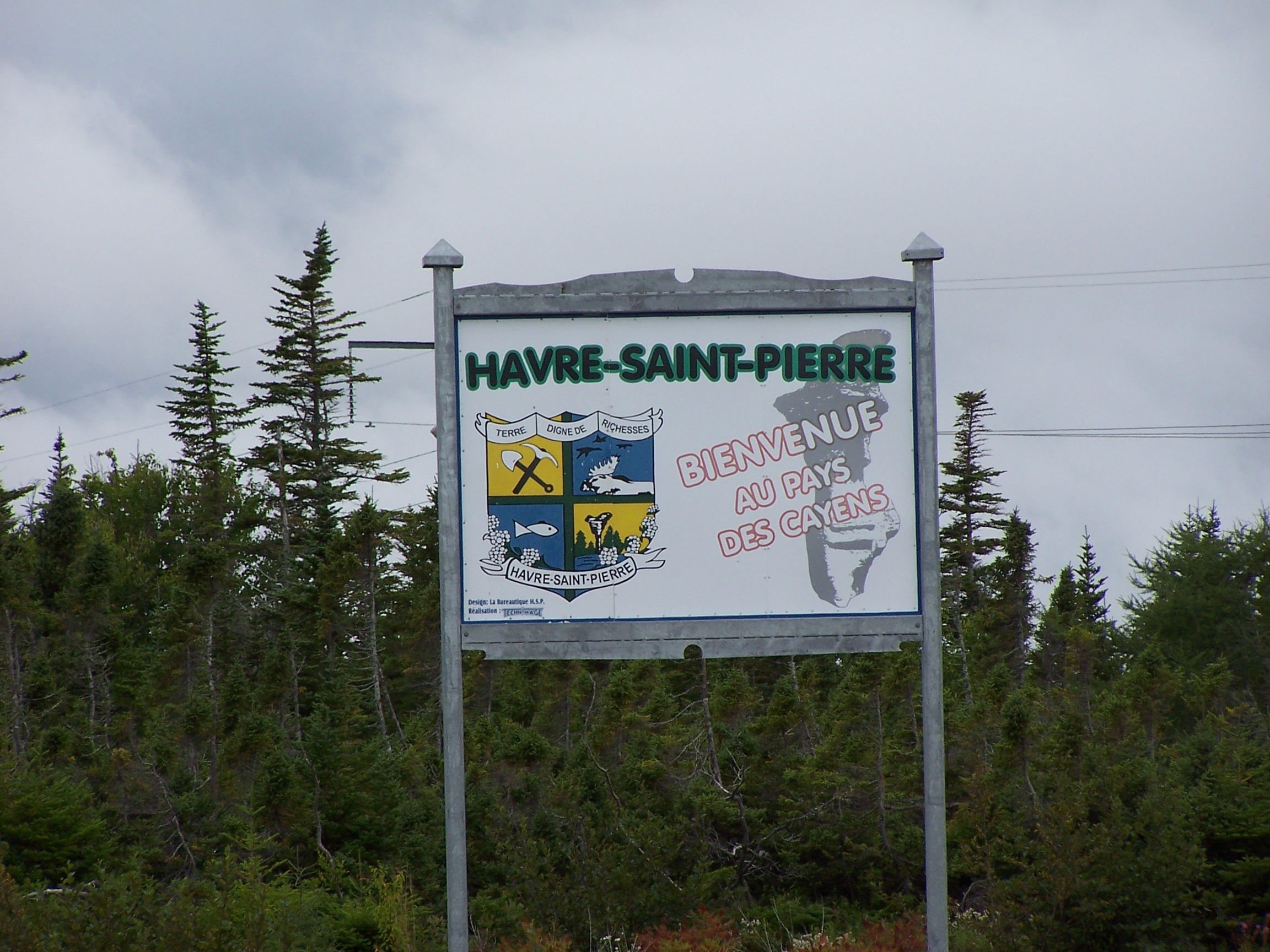
Ortsschild